# 椎津行憲
椎津 行憲（しいつ ゆきのり）は、戦国時代の武将。小弓公方家の家臣。

## 略歴
椎津氏は鎌倉時代の名族・二階堂氏の庶流の一族と言われている。
永正2年（1505年）、誕生。足利義明に仕えて天文7年（1538年）の第一次国府台合戦では奮戦したが、北条氏綱軍の反撃を受けて敗れた。
行憲は戦場からは離脱したが、このときの戦いで受けた傷がもとで、同年のうちに死去した。